# Аліяр Агаєв
Аліяр Агаєв (азерб. Əliyar Ağayev, 17 жовтня 1987 Баку, Азербайджанська РСР, СРСР) — азербайджанський футбольний арбітр категорії ФІФА. Міжнародні матчі обслуговує з 2013 року.

## Біографія
Народився 17 жовтня 1987 року в Баку, з 2013 року є арбітром міжнародної категорії (рефері ФІФА). У чемпіонатах Азербайджану обслуговує матчі Прем'єр-Ліги, так і Першого Дивізіону. Є випускником Азербайджанської Державної Академії фізичної культури і спорту.
13 вересня 2014 року, в рамках матчів V туру Топаз Прем'єр-Ліги Азербайджану, Аліяр Агаєв був призначений головним арбітром «Великої гри», за участю клубів «Хазар-Ленкорань» і «Нефтчі» Баку.
У грудні 2015 році обслуговував матч між австрійським «Рапідом» і білоруським «Динамо» в рамках Ліги Європи УЄФА, вперше азербайджанський арбітр обслуговував зустріч групового етапу Ліги Європи УЄФА.